# Максиміліан фон Крус

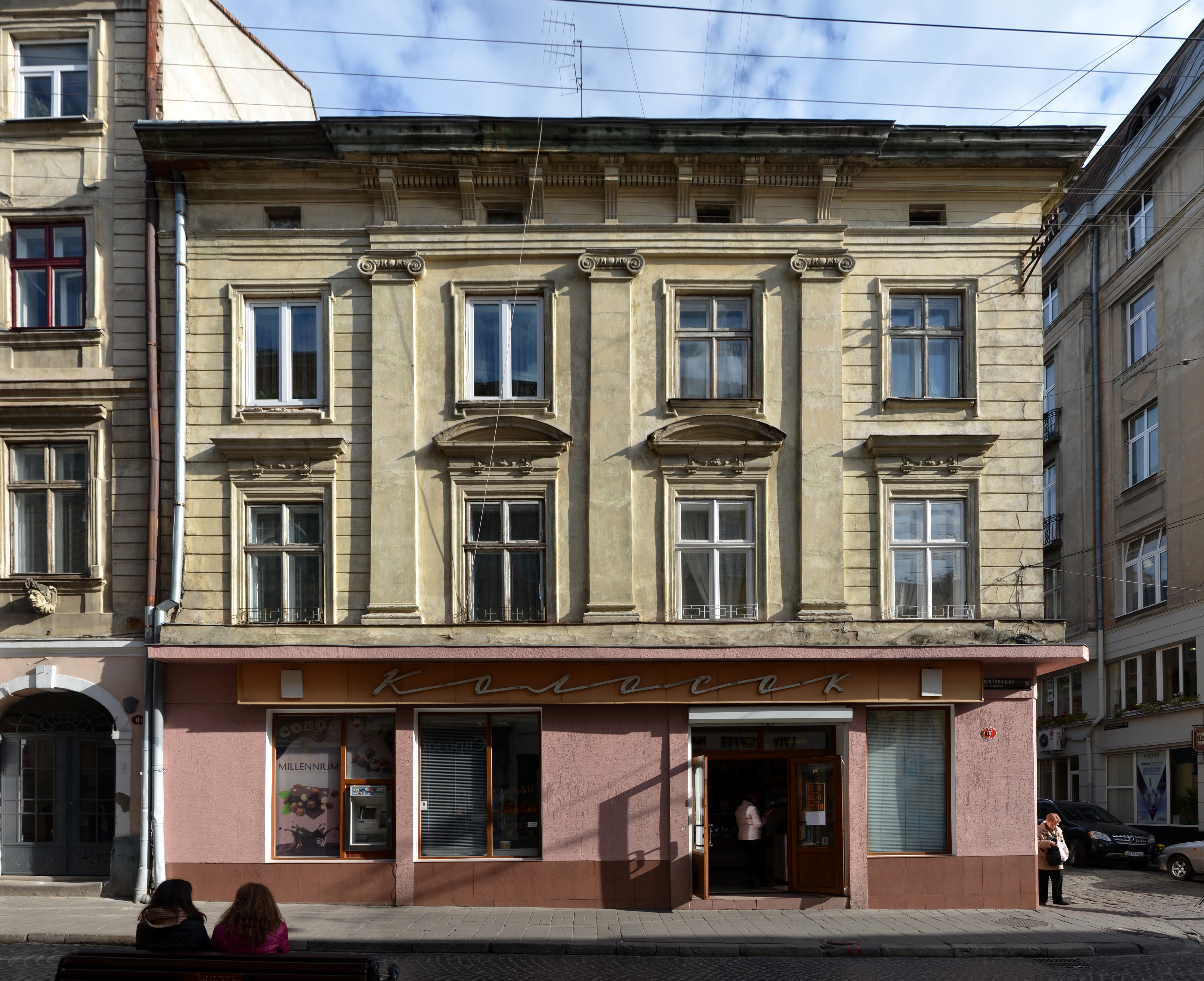
Кам'яниця на вулиці Галицькій у Львові

Максиміліан фон Крус (Maximilian von Cruss) — архітектор. Працював наприкінці XVIII — початку XIX століть. З'явився у Львові після зайняття міста австрійцями.  Виступав таксатором будівель (експертом з оцінки). Близько 1818 року працював у львівській дирекції будівництва. Подальша доля невідома.
Роботи
- Проєкт перебудови домініканського костелу в Рогатині на склад і монастиря — на шпиталь. Датований 1785 роком. Перебудову до 1788-го здійснили інженери Гілярій Гроттгер і Самуель Балько.[3]
- Кам'яниця на вулиці Галицькій, 17 у Львові, на розі з вулицею Братів Рогатинців. Проєкт 1786 року, реалізований не пізніше 1791.[4]
- Відбудова бані вежі Корнякта. 1794—1796 роки. Було збережено первинні барокові форми, надані їй ще Петром Бебером у XVII столітті.[5]
- Житловий будинок на вулиці Театральній, 4 (площі Катедральній, 1). Споруджений у 1794—1796 роках.[6]
- Польський мистецтвознавець Єжи Ковальчик довів, що Крус, спільно з Йозефом Марклем, на початку XIX століття виконав перебудову львівської театинської колегії на казарми (існувала паралельна версія іншого дослідника про авторство П'єра Дені Гібо).[7]
- Керівництво відбудовою житлового будинку на вулиці Підвальній, 9 у Львові після пожежі. 1799—1801 роки.[8]
- П'ять типових проєктів костелів, датованих 1810 роком. Це зокрема три варіанти мурованих на п'ятсот, тисячу і тисячу п'ятсот чоловік (тринавовий), а також два дерев'яні.[9] Проєкт на 1500 реалізовано в селі Соборне Тернопільського району (1810—1818), а також, значно спрощено — у селі Настасові (ймовірно, 1820-ті). Варіант на 1000 чоловік — костел у Меденичах (1816—1824), церкви в Лішні Дрогобицького району (1819) і Гірському (1819—1820). Варіант на 500 чоловік — костел у Калинові (1815—1817), церкви в Купновичах (1838), Містковичах (1823) і Добрянах (1839). Крус, очевидно, не є повністю їхнім автором. В Державному архіві Відня зберігається серія дуже подібних типових проєктів.[10]